# Пономаренко, Василий Никитович
Василий Никитович Пономаренко (1907, с. Макаровка, Херсонская губерния, Российская империя — ?) — советский государственный деятель, председатель Запорожского облисполкома (1944—1950 и 1951—1952).

## Биография
Член ВКП(б) с 1931 года.
- 05.1925 — 03.1927 — секретарь сельского совета села Зелёная Балка Криворожского района (ныне в Днепропетровской области);
- 03—06.1927 — районный статистик;
- 06.1927 — 03.1929 — секретарь финансово-налоговой части;
- 03.1929 — 03.1930 — ответственный секретарь в исполнительном комитете Криворожского районного совета;
- 03.1930 — 04.1934 — ответственный секретарь исполкома Никопольского районного совета;
- 04.1934 — 06.1937 — заведующий Куйбышевским районным финансовым отделом (с. Куйбышево, Днепропетровской области);
- 09—11.1935 — слушающий курсов заведующих городских и районных финансовых отделов при Ленинградской финансовой академии;
- 1935—1937 — студент Всеукраинского заочного института массово-политического образования;
- 1939—? — заместитель заведующего Запорожским областным финансовым отделом;
- 1943—1944 — заместитель председателя исполнительного комитета Запорожского областного совета;
- 1944—1950 — председатель исполнительного комитета Запорожского областного совета;
- 1951—1952 — председатель исполнительного комитета Запорожского областного совета.

Избирался депутатом областного Совета, Верховного Совета СССР 3-го созыва.

## Награды
- Орден Отечественной Войны 1-й степени (1945);
- орден Красной Звезды (1943);
- орден Трудового Красного Знамени (1947);
- медаль «За восстановление предприятий чёрной металлургии юга»;
- медаль «За оборону Кавказа»;
- медаль «За доблестный труд в Великой Отечественной войне 1941—1945 гг.»;
- медаль «За победу над Германией в Великой Отечественной войне 1941—1945 гг.».